# Gräberfeld von Schlenzer

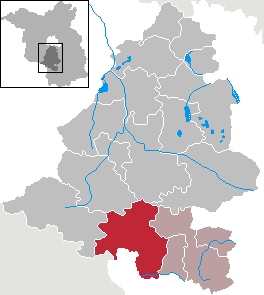
Lage von Niederer Fläming

Das spätbronzezeitliche Gräberfeld von Schlenzer auf dem Gebiet der Gemeinde Niederer Fläming im Landkreis Teltow-Fläming in Brandenburg kam 1999 beim Bau der Ferngasleitung JAGAL (am Trassenkilometer 135) im Hangbereich einer Geländekuppe des „Niederen Fläming“ zum Vorschein. In der Region waren aufgrund des Forschungsstandes Funde der Lausitzer Kultur und der Urnenfelderkultur bis dato selten.

## Übersicht
Auf einer Fläche von rund 2900 m² wurden etwa 60 Befunde untersucht. Der Schwerpunkt waren 19 Brandbestattungen unterschiedlicher Ausprägung. Ein Gefäßdepot, eine Kreisgrabenanlage sowie mehrere Beifunde, die vermutlich zu unerkannten Gräbern gehören und etliche nicht zu klassifizierende Bodenverfärbungen wurden aufgenommen.
Die Ausdehnung des Gräberfeldes ist unbekannt, da der nördliche Bereich einschließlich eines Teils des Kreisgrabens vor Jahren beim Bau einer Ölleitung zerstört worden war und der Ackerbau erheblichen Schaden angerichtet hatte. Konkrete Aussagen über den Grabbau und die Ausstattung der Gräber sind dadurch schwierig und die ursprüngliche Belegungsdichte des Gräberfeldes bleibt unklar.

## Brandgräber
In allen erkannten Fällen handelt es sich um Brandbestattungen. Der Leichenbrand wurde überwiegend in einer teils aufwendig, teils einfach gestalteten Grabanlage ausgestreut. Die baulich gestalteten Grabanlagen weisen unterschiedliche Form und Größe auf, die von Steinkammern (Grab 3) bis zu einfachen Einfriedungen aus Steinen reichten, die ovale, rechteckige oder runde Form haben. In den übrigen Fällen handelt es sich um Urnengräber oder Brandschüttungen. In dem aus einer einfachen Grube ohne Einbauten bestehenden Grab 4 und im Grab 7 erfolgte die Streuung des Leichenbrandes in Körperform. Der Boden von Grab 7 war sorgfältig mit Steinplatten ausgelegt, was auch bei anderen Gräbern zu beobachten war. Hinzu kamen Grassoden, wie sich anhand dunkler, humoser Stellen vermuten lässt. 
Die Ausstattung der Toten bestand aus wenige Bronzen und einer unterschiedlichen Anzahl von in der Regel zerscherbten Gefäßen, die zusammen mit dem Leichenbrand aus den Resten des Scheiterhaufens ausgelesen waren. Grab 7 enthielt sechs vollständige Gefäße. Die Scherben waren zuweilen sorgfältig ausgelegt, mit den Steinen verbaut, oder wie Leichenbrand gestreut. Bronzeschmuck fand sich, wie zu dieser Zeit üblich, nur selten. Erwähnenswert aber nicht exakt bestimmbar sind ein Nadel- und ein Ringfragment, eine kleine Bronzespirale (evtl. ein Nadelfragment) sowie ein eng geripptes Armringfragment. 

## Der Kreisgraben
Der Kreisgraben mit einem Durchmesser von rund 15 m, ist keine Seltenheit auf den Gräberfeldern dieser Epoche. Er könnte auch der Rest eines völlig zerpflügten Grabhügels sein. Herauszustellen sind eine Erdbrücke im Süden des Grabens und seine Zweiphasigkeit. Auf der Sohle der oberen Verfüllung fanden sich an vielen Stellen kleinere Steine, darüber gelegentlich Scherben, die wiederum mit größeren Steinen abgedeckt waren. Ein Bereich im Südwesten zeigte eine etwa 2,5 m lange Konzentration zerscherbter Gefäße und weiterer Scherben. An einigen Stellen scheinen kleine Feuer gebrannt zu haben. Der Kreisgraben, egal ob als Rest eines Grabhügels oder als eigenständiges Element dürfte während der Belegungszeit des Gräberfeldes bei Bestattungszeremonien oder anderen Anlässen eine Rolle gespielt haben.